# گورستان چغاکبود
قبرستان چغاکبود (هـ- ۹۹H) در شهرستان هرسین، روستای چغا کبود واقع شده و این اثر در تاریخ ۲۴ فروردین ۱۳۸۲ با شمارهٔ ثبت ۸۱۶۶ به‌عنوان یکی از آثار ملی ایران به ثبت رسیده است.